# 日本eスポーツ連合
一般社団法人日本eスポーツ連合（にほんイースポーツれんごう、英: Japan esports Union、略称: JeSU）は、eスポーツに関連する日本の一般社団法人、国内競技連盟である。日本eSportsセミプロ連盟とは区別される。

## 概要
JeSUは2018年2月1日より活動を開始した団体。コンピュータエンターテインメント協会（CESA）が主導し、日本オンラインゲーム協会（JOGA）の後援のもと、日本国内の日本eスポーツ協会（JeSPA）、日本eスポーツ連盟（JeSF）、e-sports促進機構の3団体を1つに統合した団体である。統合の理由は、将来のeスポーツの五輪種目採用に向けた働きかけに当たって、乱立した業界団体が障害となるためである（ただし、後述するように5月に日本eスポーツリーグ協会が新規設立されている）。発足当初の団体の理事は7人中4人がCESA出身であり、CESAの影響力を大きく受けている。
主な活動目的はeスポーツの普及で、活動内容はeスポーツに関する調査やプロライセンスの発行、大会の認定、関係各所との連携、eスポーツ選手の育成や支援とされている。
2024年6月11日、2026年に愛知県で開催予定のアジア競技大会などの国際大会への出場を目的として、2027年3月までの期限付きで日本オリンピック委員会（JOC）に準加盟した。

## 課題
JeSUはプロライセンスにより選手が高額な賞金を受け取れると考えているようである。JeSU代表理事岡村は、日本eスポーツ連合発表会にて、賞金の獲得について法律的な懸念を示す記者の質問に対し、プロの定義からして法律的に問題ないと回答している。また、JeSU副会長浜村は、消費者庁からプロライセンス発行の提案が行われ、消費者庁や関係省庁とも相談を行ったため、法律的にグレーな部分はないとの認識を示している。2018年2月7日の国会答弁においても、世耕弘成経済産業大臣が「プロというものを民間の団体が始めようとしており、プロに対する報酬であれば（賞金の提供は）問題ないということで消費者庁と整理がついている」旨の発言をしている。しかし、以下の課題が指摘されている。
- 既存のプロゲーマーからはまだライセンス制度に対する疑問の声もあり、対話していくことが今後の課題とされている[9]。
- 当初発表されたプロライセンス発行タイトルの選考基準も不明で、どのように追加されていくかも不明[1]。選考過程の透明化が求められる[10]。
- 高額な賞金には日本の法律的に問題があるとする意見もある[11]。
- プロゲーマーになることにより仕事とみなされるため、すでに会社に所属している人はプロゲーマーが副業となる。副業が出来ない場合、活動が難しくなる恐れがある[12]。JeSU浜村は、「所属団体と話してもらうしかない」と述べている。また会社に副業を指摘された場合も、事前に書面にて確認することになっており、個人に任せるしかないとの発言をしている[8]。

ライター・畑史進の取材によりJeSUのオフィスがレンタルオフィスであることが明かされている。畑史進は「ペーパーオフィス」と表現している。

## 法律との兼ね合い

### 刑法賭博罪
参加者から、高額な賞金を出すために、参加費を集める事は刑法185条に規定する賭博罪に相当するため、できないとされている。無料参加とし、大会主催者が賞品を提供する場合であれば問題はない。また、参加費をとる場合でも、参加費の用途が大会の賞金以外に使用されるとはっきりしている場合は問題ない。
国際カジノ研究所所長である木曽崇によると、賭博には次の3要素がある。「偶然の勝敗」「財産上の利益」「得喪（得失）を争うこと」である。木曽は「偶然の勝敗」に関しては、偶然が関与しない将棋や囲碁ですら「偶然の勝敗」とみなされることから、ゲームに関しても不可避であるとしている。「財産上の利益」に関しては、ゲーム内のレアアイテムが交換機能を持っていたり、現金で売買できるものである場合、リスクがある（賭博とみなされる）可能性があると指摘している。「得喪を争うこと」とは、一方のプレイヤーが得をしたら、もう一方が損をするような相互性があることで、相互性が重視される。囲碁や将棋の賞金制大会は、参加費無料で第三者から賞金が出されるが、参加者は得をしても損はしないため、相互性は存在しない。参加費を徴収して運営費に充てる場合は、参加できる対価として参加費を払うため、プレイヤーは損をしたことにならず、相互性は存在しない。参加費を徴収して参加費のなかから賞金を出す場合は、「得喪を争う」とみなされる。
対戦者同士が金品を賭けた場合も囲碁や将棋の真剣師と同じく賭博罪に相当する。

### 景品表示法
不当景品類及び不当表示防止法（景品表示法）では景品類の最高額を制限し、過大な景品類の提供を防いでいる。景品類とは、消費者を誘引する手段として、取引に付随して提供される、物品や賞金などの利益のことである。景品類を提供する方法で、くじ等の偶然性や特定行為の優劣等で提供するものを「懸賞」とよび、これには競技、遊戯等の優劣で提供した場合も含まれる。
メーカーが販売したゲームで、賞金付き大会を開催した場合、このメーカーは自社ゲームの大会で賞金を出したことで消費者を誘引した、とみなされやすい。しかし、このメーカーと（利益的に）無関係の第三者が賞金を出す場合は、景品表示法に抵触しない。
賞金を大会で使われるゲームのメーカー自身が提供すると景品表示法に抵触することは2016年夏に木曽が消費者庁に確認している。しかし、消費者庁が定めている、『景品類等の指定の告示の運用基準について』では、「取引の相手方に提供する経済上の利益であっても、仕事の報酬等と認められる金品の提供は、景品類の提供に当たらない」とされている。ただ、メーカーが賞金を支払う場合、大会のただの参加者に対して、大会に参加した報酬としただけでは、景品類の金銭とみなされる可能性があった。JeSUは、ゲーム大会に参加する参加者が、プロライセンスを獲得し、プロゲーマーの仕事として報酬を獲得できるようにするため、プロライセンス制度を導入した。
2018年3月にデジタルライターの岡安が消費者庁表示対策課の担当者に確認した際には、『興行性のあるeスポーツ大会の賞金は「景品類」に該当しないと考えられる』という趣旨の回答を得ている。

### 風俗営業法
e-Sports大会はゲームセンターと同様に風俗営業等の規制及び業務の適正化等に関する法律（風営法）が適用されると木曽と山本一郎は見ている。ゲームセンターは風俗第五号営業に相当する。木曽によると「風営法上、ゲームセンターの無許可営業は刑事罰」になると警告しており、許可を得る必要が出てくる模様。
風営法は営利目的の事業者が対象のため、参加費をとらなければ風営法に抵触しない。

## 他のeスポーツ組織の動向
JeSU発足後にJリーグ、Supercell、よしもとクリエイティブ・エージェンシー（のちの吉本興業）が日本国内でeスポーツに関わると発表されたが、2018年3月現在、それぞれJeSUに加入の予定はない。
2018年5月7日、日本eスポーツリーグ協会（JeSA）が設立されたことで、JeSUは国内唯一の統括団体という名目を失う。
2019年4月10日には一般財団法人日本esports促進協会が発足。
他に障害者のeスポーツの団体である一般社団法人日本障がい者eスポーツ協会がある。

## ライセンス認定タイトル
当初コール オブ デューティ ワールドウォーII、レインボーシックス シージ、ストリートファイターV アーケードエディション、鉄拳7、パズル&ドラゴンズ、モンスターストライクの6タイトルがプロライセンス発行予定タイトルとして発表され、今後順次増えていくことが発表された。
プロライセンスを獲得するためには、JeSU公認大会で優秀な成績を収める（過去の公認タイトルの大会で優秀な成績を収めた）だけでなく、JeSUの指定するプロゲーマーの定義への誓約、および指定された講習を受講する必要がある。ライセンス発行には手数料として5000円。ジュニアライセンスの場合は3000円の実費がかかる。
最新ライセンス認定タイトルは公式サイトにて公開されている。
- FPS（ファーストパーソンシューティング）
  - コール オブ デューティ モダン・ウォーフェア
  - レインボーシックス シージ
- 格闘ゲーム
  - ストリートファイターV アーケードエディション
  - 鉄拳7
  - デッド オア アライブ6
  - GUILTY GEAR Xrd REV 2
  - BLAZBLUE CENTRALFICTION
  - BLAZBLUE CROSS TAG BATTLE
- スポーツゲーム
  - eFootball ウイニングイレブン 2020
- パズルゲーム
  - パズル&ドラゴンズ
  - ぷよぷよ
- アクションRPG
  - モンスターストライク
- カードゲーム
  - TEPPEN[31]

## 問題点

### プロライセンス制度を巡る問題
JeSUは当初から消費者庁などに確認してプロライセンス制度でないと高額賞金を受け取れないと言っていた。そこでゲーム雑誌のファミ通はeスポーツ特集の中で消費者庁表示対策課長の大元慎二に直接話を聞いている。その中で消費者庁の回答は「esports大会出場者が優れた技術によって観客を魅了する仕事をし、その報酬として賞金を得る場合、その賞金はプロ・アマを問わず、景表法で言う"景品類"には該当しない。」というものでありJeSUの説明に反するものであった。
2019年にJeSUは消費者庁に対してノンアクションレター制度に基づく法令適用事前確認手続きを用いて回答書を受領、「当該大会等における当該参加者への賞金の提供は（中略）『仕事の報酬と認められる金品の提供』に該当し、景品類の提供に当たらない」との見解が出ている。
2019年12月、JeSUはプロライセンス制度が物議をかもして炎上していることから説明文を掲載。法的に問題ないように各省庁と話し合った。その上で「JeSU公認プロライセンス制度」を考案した。賞金を仕事への対価とする形も模索したが、賞金が仕事の報酬等として認められる条件について具体的な見解がまとまっていなかったため、リスクがあった。ライセンス制度によって「選手の活動が仕事であること」を明確にすることで賞金大会を目指したとしている。
JeSUのプロライセンス制度をめぐる説明文ではライセンス制度外で開催される賞金制大会について消費者庁に問い合わせて回答を得たとしており、「一定の方法で参加者を限定しているケースにおいて」法的な問題はないというものだった。これはカジノ研究者の木曽崇が以前に消費者庁に確認を取った回答と同じであり、木曽が言い続けているようにライセンス制度が不要な大会が存在することになる。

#### ライセンス非所持者、ジュニアライセンス所持の中学生に対する賞金の扱い
2018年12月に開催されたカプコンカップ2018でももちが7位入賞、賞金50万円獲得の権利を得たがライセンス非所持を理由に賞金を10万円に減額、東京ゲームショウ2019の場で開催されたCAPCOM ProTour 2019アジアプレミアはももちが優勝し賞金500万円の権利を獲得したが同様にライセンス非所持を理由に賞金を10万円に減額された。更に後者ではももちは配信の場で実際に贈呈されたのは減額された賞金10万円から、副賞のモニター代39800円を差し引いた60200円であったと発言。JeSU東京支部事務局長の溝口晃太郎はTwitterで「賞金減額の判断を下したのはカプコン」と弁明したがアカウントに鍵をかけた後当該ツイートを削除、その後鍵を開けて謝罪した。
TGS2019ではドラゴンブースト presents パズドラチャンピオンズカップ TOKYO GAME SHOW 2019で優勝したジュニアライセンスを所持する中学生に対して賞金が出ないという事態も起きたが、これは規約によって決められていた。
中学生に対して賞金が出ないと炎上している件についてJeSUの説明は年少者がeスポーツに取り組める社会環境が整備されていないことや高額賞金を提供することは社会的に広く受け入れられている訳ではないことなどを理由としている。

##### 賞金問題に対する取材対応の酷さ
ライセンス非所持者、ジュニアライセンス所持の中学生に対する賞金の扱いについてJeSUが批判されていたこともあり、ネットメディアの「ねとらぼ」は9月17日、事実確認のためJeSU広報に質問をメールで送付した。回答期日を提案したところ、JeSU側から時間がほしいとの返信が来たが、それきりで連絡がないのでねとらぼは、9月26日に回答はいつ貰えるのかとメールをした。翌27日に来週前半にはどうにかと連絡が来たが、その後翌々週まで連絡はなく、10月8日には回答していないことへの謝罪とうやむやにするつもりはないとの返信が来た。しかしまた連絡が途絶え、再び10月16日に回答を求めた。このようにJeSU側は回答延期を繰り返していた。11月8日にライセンス制度に関する説明文を作成中であるとの回答がきたが、ねとらぼの質問への回答は得られなかった。

#### プロライセンス制度は不要
2019年にJeSUが公表した消費者庁の見解は、カジノ研究者の木曽崇が以前からeスポーツの賞金問題で消費者庁にノンアクションレター制度を利用し確認を取って公表したものと一貫しており変わりはく、木曽はその上でプロライセンス制度は不要と見解を説明していた。 木曽は当時のJeSUは消費者庁などに確認してプロライセンス制度を作った。ライセンス制度に賛同し、公認タイトルになっている競技に関しては、いまの法を順守する仕組みで継続して大会運営が行われると声明を出していたが、2019年のJeSUが公表した消費者庁の見解を見るとJeSUのライセンス制度適用は不要な「上乗せ」規制でしかなく最初から必要なかったことになると指摘している。木曽は「一定の方法で参加者を限定しているケースにおいて」法的な問題はないとの回答を得たとしており、ももちが参加した大会は「一定の方法で参加者を限定しているケース」でありこの大会においてJeSUのライセンスは不要であったと主張している。

##### 消費者庁がプロライセンス制度の推奨を否定
JeSUの浜村副会長はプロライセンス制度について消費者庁から賞金付き大会を開催する方法としてプロライセンス制度の提示があって決めたかのように説明をしていたが、消費者庁はこれを否定した。消費者庁によるとJeSUからライセンス制度の提案を受け会話していく中で「わかりやすいかもしれないね」と言うような返答はしたかもしれないが、JeSUの言うように積極的に作れなどと推奨したことはないとしている。

### JeSUは世界的に異例のガラパゴスeスポーツ団体
JeSUは、いろいろなメーカーやCESA（一般社団法人コンピュータエンターテインメント協会）関係者が会員にいるが、一般財団法人日本esports促進協会（JEF）の青木によると、世界中で人気を集めているeスポーツのゲームのディベロッパーが、eスポーツの国内競技連盟に加盟することは、海外ではまずないと指摘している。

## 日本eスポーツアワード
日本eスポーツアワードは、日本eスポーツ連合 （JeSU）が2023年度にスタートさせたeスポーツに携わる選手、関係者、団体を表彰する式典である。

### 第1回（2024年1月25日）
2023年10月1日‐12月31日までWeb上のファン投票が行われ、eスポーツ業界関係者からなる審査委員会の協議を経て全16部門で表彰が行われた。
- 年間最優秀eスポーツプレイヤー賞:あcola(Under18最優秀eスポーツプレイヤー賞、最優秀格闘ゲームプレイヤー賞を含む3冠)
- 最優秀eスポーツチーム賞:ZETA DIVISION
- 最優秀eスポーツクリエイター賞:k4sen
- 最優秀MOBAプレイヤー賞:Evi
- 最優秀シューティングゲームプレイヤー賞:Laz
- 最優秀マインドゲームプレイヤー賞:あめみやたいよう
- 最優秀スポーツゲームプレイヤー賞:うでぃ
- 最優秀eモータースポーツゲームプレイヤー賞:宮園拓真
- 最優秀ノンセクションゲームプレイヤー賞:Mugi
- 最優秀ストリーマー賞:SHAKA
- 最優秀eスポーツゲーム賞:ストリートファイター6
- 最優秀eスポーツキャスター賞:岸大河
- 最優秀eスポーツ大会賞:VALORANT MASTERS TOKYO
- eスポーツ功労賞:豊田風佑（TOPANGA代表取締役）、松本祐輝（西村あさひ法律事務所弁護士）、Yossy（吉村尚志）（Negitaku）

### 日本eスポーツアワード2024
2025年1月15日、日本eスポーツ連合（JeSU）と横浜市は、パシフィコ横浜国立大ホールにて日本eスポーツアワード2024の授賞式を行った。

#### eスポーツプレイヤー部門
※（）内は所属名
- 年間最優秀eスポーツプレイヤー賞:ときど（REJECT）
- MOBAプレイヤー賞:Evi（福岡ソフトバンクホークス ゲーミング）、TON・GG（FENNEL）
- シューティングゲームプレイヤー賞:ゆきお（RIDDLE）、Laz（ZETA DIVISION）、Meiy（DetonatioN FocusMe）、suzu（ZETA DIVISION）
- 格闘ゲームプレイヤー賞:カワノ（Good & Squad）、ときど（REJECT）、ミーヤー（FENNEL）、double（ZETA DIVISION）
- マインドゲームプレイヤー賞:たすく、title（ZETA DIVISION）
- スポーツゲームプレイヤー賞:Mayageka（ゲキサカFC eスポーツ）
- eモータースポーツゲームプレイヤー賞:岡田 衛、TakuAn（SCARZ）
- ノンセクションゲームプレイヤー賞:AKa（REJECT）、alf（ZETA DIVISION）、KKM*（Taito Station Tradz）
- Under18eスポーツプレイヤー賞:あcola（ZETA DIVISION）、ま・しお（FENNEL）、absol（MURASH GAMING）
- ベストバウト賞:VALORANT Challengers Japan 2024 Split 2 RIDDEL vs. FENNEL、VALORANT Radiant Asia Invitational DetonatioN Focus Me vs. EDG、ストリートファイターリーグ Division S 第9節 Saishunkan Sol 熊本 ウメハラ vs. 忍ism Gaming ヤマグチ
- 審査員特別賞:宮園拓真（SCARZ）、Rangchu（VARREL）、ReijiOcO（REJECT）

#### ライブエンターテイメント部門
※（）内は所属名
- ストリーマー賞:ドンピシャ、ハイタニ（REJECT）、k4sen（ZETA DIVISION）、SHAKA
- Vtuber賞:天鬼ぷるる（REJECT）、獅白ぼたん（ホロライブ）、渋谷ハル（Neo-Porte）、橘ひなの（ぶいすぽっ!）、柊ツルギ（Neo-Porte）
- eスポーツキャスター賞:アール、平岩康佑、OooDa
- eスポーツ功労賞:梅原大吾、犬飼博士、スイニャン
- eスポーツチーム賞:FENNEL、REJECT、ZETA DIVISION
- eスポーツ大会賞:ストリートファイターリーグ、Identity V Japan League、Overwatch Champions Series Japan、VALORANT Challengers Japan
- eスポーツゲーム賞:オーバーウォッチ2、ストリートファイター6、VALORANT

#### 流行語大賞
eスポーツ界の流行語大賞は、ガイル村となった。ガイル村とは、格闘ゲーム『ストリートファイター』に登場するキャラクターであるガイルを使用するガイル使いのコミュニティのことである。ひぐち選手とドンピシャ選手の師弟関係を中心にガイル使いの輪が広がり、師弟杯などのストリートファイター6シーン全体の活性化に大きく貢献したことから選ばれた。